# 厉槟源
厉槟源（1985年—）出生于中国湖南省永州市，2001年本科毕业于中央美术学院雕塑系并获得学士学位，现于北京市工作，是一名行为艺术家。

## 轶事

### 裸奔
2013年3月20日前后，居住在望京城区的厉槟源因为在艺术创作的过程中遇到困难，心情压抑，故开始通过在深夜裸奔的方式来发泄自己的压力。他使用颜料把全身涂成蓝色后进行裸奔，有时扛着木制十字架，有时抱着充气娃娃，有时开着电动摩托车，在两个月间裸奔达十次。有行人看到此行为，便拍照或录影发布到社交网络上，引起网友的热议。后来他在新浪微博上公开身份，承认自己便是裸奔的那个人。他表示，但是天气寒冷，气温在零摄氏度以下，裸奔的时候很有快感，非常刺激。对于厉槟源的裸奔行为，有网友解读说，独自裸奔是为自我而跑，抱充气娃娃裸奔是为情欲而跑，扛十字架裸奔是为信仰而跑。对于自己的行为，厉槟源认为虽然公共裸露违反法律和传统道德，但因为是在深夜进行，并没有影响到其他人。北京市锋锐律师事务所的刘晓原律师也持同样的观点。

### 毕业设计
厉槟源的本科毕业设计是一瓶瓶口套着一个橘黄色气球的2.5升瓶装可口可乐，并用橡皮筋使气球口和可乐瓶口贴合，右侧倒放着可乐瓶盖。可乐因为被摇晃而分解出二氧化碳气体，使得气球胀大。他将这个花费7元人民币的毕业设计命名为「越晃越大」，这个作品的灵感来源于他打开可乐瓶盖时听到「呲」的一声。《越晃越大》因原料普通，制作简单，而指导老师还有四位等原因引发了网友的热议。有网友称赞此设计简洁有创意，不过因为厉槟源本人并没有解释这个作品想要表达的内在含义，故不同网友对其含义进行了不同方向的猜测，也有人对四位指导老师的分工进行了猜测。对于不同层面的解读，厉槟源表示答案并不是唯一的，不同方向不同层面的解读都是可以接受的。